# Carlos de Bourbon-Duas Sicílias
Carlos de Bourbon-Duas Sicílias (em italiano: Carlo Maria Francesco di Assisi Pasquale Fernando Antonio di Padova Francesco di Paola Alfonso Andrea Avelino Tancredi di Borbone - Due Sicilie; Bolzano, 10 de novembro de 1870 – Sevilha, 11 de novembro de 1949), foi príncipe das Duas Sicílias e infante da Espanha pelo casamento. O segundo filho do príncipe Afonso das Duas Sicílias, Conde de Caserta, e de sua esposa, a princesa Maria Antonieta das Duas Sicílias, era e sobrinho do último Rei das Duas Sicílias, Francisco II. Avô materno do rei Juan Carlos I da Espanha, e o bisavô do atual rei da Espanha, Felipe VI.

## Biografia

### Família
Foi o segundo filho do príncipe Afonso de Bourbon-Duas Sicílias e da princesa Maria Antonieta de Bourbon-Duas Sicílias, sua esposa e prima. Seus avós paternos foram o rei Fernando II das Duas Sicílias e sua segunda esposa, a arquiduquesa Maria Teresa de Áustria-Teschen; enquanto seus avós maternos foram o príncipe Francisco de Bourbon-Duas Sicílias e a princesa Maria Isabel de Áustria-Toscana.
Entre os descendentes do príncipe Carlos estão o rei Juan Carlos I de Espanha e o atual chefe da Casa Real das Duas Sicílias, príncipe Carlos de Bourbon-Duas Sicílias, Duque da Calábria.

### Casamentos e filhos
Casou-se em Madrid, em 14 de fevereiro de 1901, com Maria das Mercês de Bourbon, Princesa das Astúrias, filha do rei Afonso XII de Espanha e de sua segunda esposa, a arquiduquesa Maria Cristina de Áustria-Teschen. Como irmã mais velha do rei Afonso XIII de Espanha, que ainda não tinha filhos, Maria das Mercês ostentou o título de Princesa das Astúrias, herdeira presuntiva da coroa espanhola, até o dia de sua morte. Com o casamento, Carlos foi agraciado por seu cunhado com a condição de Infante de Espanha. O casal teve três filhos:
- Afonso (1901-1964), casado com a princesa Alice de Bourbon-Parma, com descendência;
- Fernando (1903-1905);
- Isabel (1904-1985), casada com o conde  Jan Zamoyski, com descendência.

Maria das Mercês morreu por complicações no pós-parto de sua única filha, em 17 de outubro de 1904, aos 24 anos de idade. Foi sepultada no Panteão dos Infantes do Mosteiro do Escorial.
Carlos casou-se novamente em Wood Norton (Inglaterra), em 16 de novembro de 1907, com a princesa Luísa de Orléans, filha de Luís Filipe de Orléans, Conde de Paris, pretendente ao trono francês, e Maria Isabel de Orléans-Montpensier. O casal teve quatro filhos:
- Carlos (1908-1936), morto na Guerra Civil Espanhola;
- Maria das Dores (1909-1996), casada em primeiras núpcias com o príncipe Augustyn Józef Czartoryski, com descendência, e em segundas núpcias com Carlos Chias Osorio, sem descendência;
- Maria das Mercês (1910-2000), casada com seu primo, o infante Juan de Bourbon, com descendência. Foram pais do monarca espanhol, o rei Juan Carlos I;
- Maria da Esperança (1914-2005), casada com o príncipe Dom Pedro Gastão de Orléans e Bragança, com descendência.

### Exílio
Transferiu-se de Madrid a Sevilha quando foi designado Capitão-general daquela região militar. Em 1929, por serviços prestados, lhe foi concedida a Grã-Cruz da Real e Militar Ordem de São Hermenegildo. Em 1931, com a proclamação da Segunda República Espanhola, partiu com sua família para o exílio na França, residindo inicialmente em Cannes e, mais tarde, em Paris. Somente então renunciou ao cargo de Capitão-general do Exército da 4ª Região. Anos depois, regressou à Espanha e se instalou, definitivamente, em Sevilha.

### Questão dinástica
Em 1894, seu pai tornou-se herdeiro da Casa Real das Duas Sicílias, em virtude da morte de seu meio-irmão Francisco II das Duas Sicílias, sem descendentes. Em 1960, seu irmão mais velho, Fernando Pio também morre sem deixar herdeiros. Afonso, filho mais velho de Carlos, reclama para si os direitos dinásticos. Entretanto, seu pai havia renunciado a esses direitos quando se casou, transferindo-os a seu irmão mais novo, o príncipe Rainiero.
A questão dinástica se arrasta até os dias atuais pois, enquanto a Espanha reconhece os direitos legítimos dos descendentes de Carlos, as demais Casas Reais da Europa reconhecem como legítimos os descendentes do príncipe Rainiero.

### Morte
Carlos morreu em Sevilha, em 11 de novembro de 1949, aos 79 anos de idade. Seus restos mortais foram sepultados na Igreja do Divino Salvador, em Sevilha.

## Nota
- Este artigo foi inicialmente traduzido, total ou parcialmente, do artigo da Wikipédia em castelhano cujo título é «Carlos de Borbón-Dos Sicilias (1870-1949)», especificamente desta versão.